# Staurogyne
Staurogyne är ett släkte av akantusväxter. Staurogyne ingår i familjen akantusväxter.

## Dottertaxa tillStaurogyne, i alfabetisk ordning[1]
- Staurogyne agrestis
- Staurogyne alba
- Staurogyne amboinica
- Staurogyne amoena
- Staurogyne anigozanthus
- Staurogyne anomala
- Staurogyne arcuata
- Staurogyne argentea
- Staurogyne aristata
- Staurogyne athroantha
- Staurogyne atropurpurea
- Staurogyne axillaris
- Staurogyne balabacensis
- Staurogyne balansae
- Staurogyne batuensis
- Staurogyne beddomei
- Staurogyne bella
- Staurogyne bicolor
- Staurogyne brachiata
- Staurogyne brachystachys
- Staurogyne brevicaulis
- Staurogyne burbidgei
- Staurogyne cambodiana
- Staurogyne candelabrum
- Staurogyne capillipes
- Staurogyne capitata
- Staurogyne carvalhoi
- Staurogyne chapaensis
- Staurogyne citrina
- Staurogyne concinnula
- Staurogyne condensata
- Staurogyne coriacea
- Staurogyne cremostachya
- Staurogyne cuneata
- Staurogyne dasyphylla
- Staurogyne dasystachya
- Staurogyne debilis
- Staurogyne densifolia
- Staurogyne diantheroides
- Staurogyne dispar
- Staurogyne elegans
- Staurogyne elmeri
- Staurogyne elongata
- Staurogyne ericoides
- Staurogyne euryphylla
- Staurogyne eustachya
- Staurogyne expansa
- Staurogyne fastigiata
- Staurogyne filipes
- Staurogyne flava
- Staurogyne flexicaulis
- Staurogyne fockeana
- Staurogyne glutinosa
- Staurogyne grandiflora
- Staurogyne griffithiana
- Staurogyne hainanensis
- Staurogyne havilandii
- Staurogyne helferi
- Staurogyne hirsuta
- Staurogyne humifusa
- Staurogyne hypoleuca
- Staurogyne inaequalis
- Staurogyne incana
- Staurogyne itatiaiae
- Staurogyne jaherii
- Staurogyne kamerunensis
- Staurogyne kerrii
- Staurogyne kinabaluensis
- Staurogyne kingiana
- Staurogyne kradengensis
- Staurogyne lanceolata
- Staurogyne lasiobotrys
- Staurogyne latibracteata
- Staurogyne latifolia
- Staurogyne lepidagathoides
- Staurogyne leptocaulis
- Staurogyne letestuana
- Staurogyne linearifolia
- Staurogyne longibracteata
- Staurogyne longiciliata
- Staurogyne longicuneata
- Staurogyne longifolia
- Staurogyne longispica
- Staurogyne macclelandii
- Staurogyne macrophylla
- Staurogyne major
- Staurogyne malaccensis
- Staurogyne mandioccana
- Staurogyne maschalostachys
- Staurogyne merguensis
- Staurogyne merrillii
- Staurogyne minarum
- Staurogyne miqueliana
- Staurogyne monticola
- Staurogyne multiflora
- Staurogyne neesii
- Staurogyne novoguineensis
- Staurogyne nudispica
- Staurogyne obtusa
- Staurogyne ophiorrhizoides
- Staurogyne palawanensis
- Staurogyne panayensis
- Staurogyne paniculata
- Staurogyne paotingensis
- Staurogyne papuana
- Staurogyne parva
- Staurogyne parvicaulis
- Staurogyne parviflora
- Staurogyne perpusilla
- Staurogyne petelotii
- Staurogyne polybotrya
- Staurogyne polycaulis
- Staurogyne pseudocapitata
- Staurogyne punctata
- Staurogyne racemosa
- Staurogyne ranaiensis
- Staurogyne repens
- Staurogyne riedeliana
- Staurogyne rivularis
- Staurogyne rosulata
- Staurogyne rubescens
- Staurogyne samarensis
- Staurogyne sandakanica
- Staurogyne scandens
- Staurogyne scopulicola
- Staurogyne sesamoides
- Staurogyne setigera
- Staurogyne setisepala
- Staurogyne shanica
- Staurogyne siamensis
- Staurogyne sichuanica
- Staurogyne simonsii
- Staurogyne singularis
- Staurogyne sinica
- Staurogyne spathulata
- Staurogyne spiciflora
- Staurogyne spiciformis
- Staurogyne spraguei
- Staurogyne stahelii
- Staurogyne stenophylla
- Staurogyne stolonifera
- Staurogyne strigosa
- Staurogyne subcapitata
- Staurogyne subcordata
- Staurogyne subrosulata
- Staurogyne sylvatica
- Staurogyne tenera
- Staurogyne tenuispica
- Staurogyne thyrsodes
- Staurogyne trinitensis
- Staurogyne warmingiana
- Staurogyne vauthieriana
- Staurogyne wawrana
- Staurogyne veronicifolia
- Staurogyne vicina
- Staurogyne viscida
- Staurogyne wullschlaegeliana
- Staurogyne yunnanensis
- Staurogyne zeylanica